# Едді Фірмані
Едвін Рональд «Едді» Фірмані (англ. Edwin Ronald "Eddie" Firmani, нар. 7 серпня 1933, Кейптаун) — італійський футболіст південноафриканського походження, що грав на позиції нападника, у тому числі за національну збірну Італії.
По завершенні ігрової кар'єри — тренер, відомий роботою у Північній Америці, де тричі приводив свої команди до перемог у Північноамериканській футбольній лізі.

## Клубна кар'єра
Народився 7 серпня 1933 року в південноафриканському Кейптауні. Вихованець футбольної школи місцевого «Кейптаун Клайд».
1950 року юнак перебрався до Англії, де став гравцем команди «Чарльтон Атлетик», в якій швидко став одним з лідерів атак і за п'ять сезонів відзначився 41 забитим голом у 101 грі англійської першості.
У 1955 році перейшов до італійської «Сампдорії», яка сплатила за трансфер нападника 35 тисяч фунтів, що на той час стало рекордною трансферною сумою для англійських клубів. Загалом вівдіграв в Італії вісім сезонів — по три в «Сампдорії» та «Інтернаціонале», а згодом ще два у складі «Дженоа» (включаючи один у другому дивізіоні). У складі «Сампдорії» і «Інтера» незмінно був серед найкращих бомбардирів не лише своєї команди, але й Серії A загалом. Сумарно за сім сезонів, проведених у цьому турнірі, відзначився 108-ма голами у 194 іграх, що робить його одним з найефективніших нападників в історії елітного італійського дивізіону.
1963 року повернувся до Англії, знову ставши гравцем «Чарльтон Атлетика», а за два роки продовжив виступи у «Саутенд Юнайтед», де продовжував бути лідером атак. Завершував ігрову кар'єру протягом 1967–1968 років у тому ж клубі «Чарльтон Атлетик», вже в статусі граючого тренера. Значно пізніше, вже у 1975, працюючи у США, одного разу вийшов на поле у складі команди «Тампа-Бей Роудіс», яку на той час тренував.

## Виступи за збірну
Невдовзі після переїзду до Італії отримав громадянство цієї країни, вихідцем з якої був його дід, і, відповідно, право виступати за її збірну.
У листопаді 1956 року дебютував в офіційних матчах у складі національної збірної Італії грою Кубка Центральної Європи 1955—1960 проти команди Швейцарії, в якій став автором єдиного гола своєї команди. Загалом за три роки взяв участь у трьох іграх за збірну, в яких відзначився двома голами.

## Кар'єра тренера
Перший досвід тренерської роботи отримав у «Чарльтон Атлетик», де був граючим тренером в сезоні 1967/68, після чого ще два роки тренував цю команду другого англійського дивізіону.
Із середини 1970-х до середини 1980-х працював у Північній Америці, де тренував низку команд місцевої футбольної ліги, У першому ж сезоні роботи на американському континенті, у 1975, виграв це змагання з командою «Тампа-Бей Роудіс». Згодом двічі повторив це досягнення у 1977 і 1978 роках на чолі команди «Нью-Йорк Космос».
Протягом 1985—1990 років працював на Близькому Сході, де тренував кувейтську команду Казма», а згодом нетривалий час працював з іракським клубом «Ат-Талаба».
Завершував тренерську кар'єру знову у Північній Америці, де протягом 1990-х потренував «Монтреаль Супра», «Монреаль Імпакт» та «Нью-Йорк Метростарс».

## Статистика виступів

### Статистика клубних виступів в Італії
| Сезон                      | Команда                    | Чемпіонат | Чемпіонат | Чемпіонат |
| Сезон                      | Команда                    | Ліга      | Ігор      | Голів     |
| -------------------------- | -------------------------- | --------- | --------- | --------- |
| 1955–56                    | «Сампдорія»                | A         | 29        | 17        |
| 1956–57                    | «Сампдорія»                | A         | 21        | 12        |
| 1957–58                    | «Сампдорія»                | A         | 33        | 23        |
| Усього за «Сампдорію»      | Усього за «Сампдорію»      |           | 83        | 52        |
| 1958–59                    | «Інтернаціонале»           | A         | 30        | 20        |
| 1959–60                    | «Інтернаціонале»           | A         | 24        | 12        |
| 1960–61                    | «Інтернаціонале»           | A         | 28        | 16        |
| Усього за «Інтернаціонале» | Усього за «Інтернаціонале» |           | 82        | 48        |
| 1961–62                    | «Дженоа»                   | B         | 33        | 17        |
| 1962–63                    | «Дженоа»                   | A         | 29        | 8         |
| Усього за «Дженоа»         | Усього за «Дженоа»         |           | 62        | 25        |
| Усього за кар'єру          | Усього за кар'єру          |           | 227       | 125       |

### Статистика виступів за збірну
| Дата       | Місто  | Господарі | Результат | Гості             | Турнір                             | Голи | Примітки |
| ---------- | ------ | --------- | --------- | ----------------- | ---------------------------------- | ---- | -------- |
| 11-11-1956 | Берн   | Швейцарія | 1 – 1     | Італія            | Кубок Центральної Європи 1955—1960 | 1    |          |
| 25-4-1957  | Рим    | Італія    | 1 – 0     | Північна Ірландія | Відбір до ЧС 1958                  | -    |          |
| 23-3-1958  | Відень | Австрія   | 3 – 2     | Італія            | Кубок Центральної Європи 1955—1960 | 1    |          |
| Усього     |        | Матчів    | 3         |                   | Голів                              | 2    |          |

## Титули і досягнення

### Особисті
- Найкращий бомбардир Кубка Італії (1):

Кубок Італії з футболу 1958—1959 (8 голів)

### Як тренера
- Переможець Північноамериканської футбольної ліги (3):

«Тампа-Бей Роудіс»: 1975
«Нью-Йорк Космос»: 1977, 1978